# Hanak (Band)
Hanak war eine deutsche Rockband aus dem Raum Köln, die vorwiegend auf Kölsch sang. Sie wurde 2008 gegründet und mit Karnevalshits wie Haifischzahn oder Naach dr Nächte bekannt. 2013 textete Sänger Micha Hirsch den Song Mer halde zesamme, KEC!,  der seit 2013 die offizielle Hymne des DEL-Eishockeyclubs Kölner Haie ist.
Der Bandname leitet sich vom kölschen Wort Hanak ab, das „durchtriebener, spitzbübischer Mensch“ bedeutet.

## Geschichte
Sänger und Songwriter Micha Hirsch wurde 2008 von Höhner-Mitglied Jens Streifling entdeckt. Sie gründeten zusammen die Band Hanak. Neue Musiker waren für das Projekt schnell zu begeistern, und Jens Streifling produzierte die Band auch zu Beginn. Es folgte ein Vertrag mit EMI Music Germany mit ihrem kölschen Ableger Rhingtön. Bis 2013 veröffentlichte Hanak unter diesem Label. 2014 gründete Hirsch das Label Rotwild Records und veröffentlichte fortan alle Hanak-Produktionen in Eigenregie.
Nach der Corona-Pandemie nahm die Band ihre Arbeit nicht mehr auf und stellte nach ihrer letzten Karnevals-Session 2020 die Auftritte unter dem bisher geführten Namen ein. Sänger Micha Hirsch tritt seither unter eigenem Namen auf und führt dabei unter anderem, neben der Kreation neuer deutscher und kölscher Pop/Rock-Musik, auch das musikalische Erbe seiner Band fort.
Hanak erhielt in zwölf Jahren Bandgeschichte einige Auszeichnungen. Darunter war der Nachwuchspreis der Treuen Husaren, sie belegten mit dem Lied Haifischzahn den 2. Platz des Mitsing-Wettbewerbes Loss mer singe,  gewannen den Närrischen Oscar Bonn in Silber, sowie im Februar 2020 mit dem Song Veedel den Publikumspreis „Top Jeck“ von Radio Köln.

## Diskografie
Alben
- 2009: Dat muss Kölle sin (Rhingtön / Universal Music)
- 2013: Bess zem Morje (Rhingtön / Universal Music)
- 2016: Bäääm (Rotwild Records / Carlton)

Singles
- 2008: Haifischzahn (Rhingtön / EMI)
- 2009: Engel (Rhingtön / EMI)
- 2010: Deutschland Ijalimani (Rhingtön / EMI)
- 2010: Hallo (Rhingtön / EMI)
- 2011: Hey, Viktoria!
- 2011: Jeck Forever (Rhingtön / EMI)
- 2012: Durch de Naach (Vampire) (Rhingtön / EMI)
- 2013: Mer halde zesamme, KEC!
- 2014: Mir sin wiess, mir sin rut
- 2014: Naach d'r Nächte (Rotwild Records / Carlton)
- 2015: Pänz vum Dom (Rotwild Records)
- 2018: Durch et Füer (Rotwild Records)
- 2019: Veedel (Rotwild Records)